# Побажай мені нельотної погоди
«Побажай мені нельотної погоди» (рос. «Пожелай мне нелётной погоды») — радянський художній фільм режисера Варіса Брасли, знятий на Ризькій кіностудії у 1980 році. Прем'єра фільму відбулася в квітні 1981 року.

## Сюжет
Маргариті, головній героїні фільму — за тридцять. Подруга вважає, що її зайва розбірливість у виборі нареченого заважає їй вийти заміж. Кандидата в чоловіки чекає обов'язковий іспит: кожному з них Маргарита говорить, що виховує самотужки двох дітей. Доля розпорядилася таким чином, що після трагічної загибелі в автомобільній катастрофі сестри, у неї на руках насправді опинилися осиротілі племінники. Тепер іспит на вірність належить пройти Імантсу — льотчику, який раптово став найближчою їй людиною.

## У ролях
- Аквеліна Лівмане — Маргарита
- Андріс Берзіньш — Імантс
- Яніс Заріньш — Замбергс
- Інара Калнарая — Берзіня
- Улдіс Думпіс — Андріс
- Улдіс Пуцитіс — Стуканс
- Ілзе Ваздіка — Стукане
- Візма Калме — Олена
- Бертуліс Пізіч — Маріс

## Знімальна група
- Автори сценарію: Григорій Канович,  Ісаак Фрідберг
- Режисер-постановник: Варіс Брасла
- Оператор-постановник: Мартиньш Клейнс
- Композитор: Імант Калниньш
- Художник-постановник: Ієва Романова
- Директор: Георг Блументаль